# Johannes Fabri (Mediziner)

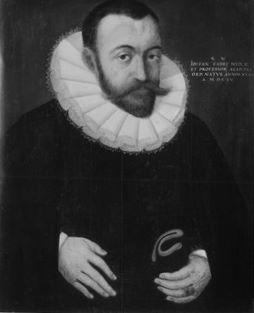
Johannes Fabri auf einem Gemälde in der Tübinger Professorengalerie

Johannes Fabri (* 22. März 1571 in Dußlingen; † 9. August 1620 in Tübingen) war ein deutscher Arzt und Professor an der Universität Tübingen.

## Leben
Johannes Fabri immatrikulierte sich 1587 an der Universität Tübingen und bekam 1588 den Bacc. art. Er absolvierte dort ein Studium der Medizin und promovierte 1593 zum Dr. med. Nach 1593 war er Hofarzt in Durlach sowie Physikus in Pforzheim und Landau. 1599 kehrte er nach Tübingen zurück und nahm eine Tätigkeit als Arzt auf. Zwischen 1603 und 1620 war er ordentlicher Professor für Medizin in Tübingen. Im Jahr 1606 war er außerdem Hgl. Rat und Leibarzt. 1610/11 sowie  1616/17 war er Rektor der Universität Tübingen. Sein Porträt hängt in der Tübinger Professorengalerie.